# The Expedition
The Expedition is een live-album van Kamelot, uitgebracht in 2000 op Noise Records. "We Three Kings" en "One Day" zijn nummers die Siege Perilous niet hadden gehaald en "We Are Not Separate" is een nieuwe opname van het nummer dat ook op Dominion stond.

## Track listing
1. Intro / Until Kingdom Come
2. Expedition
3. The Shadow of Uther
4. Millennium
5. A Sailorman's Hymn
6. The Fourth Legacy
7. Call of the Sea
8. Desert Reign / "Nights of Arabia
9. We Three Kings
10. One Day
11. We Are Not Separate

## Line-up
- Roy Khan - Zanger
- Thomas Youngblood - Gitarist
- Glenn Barry - Bassist
- Casey Grillo - Drummer
- Günter Werno - Gasttoetsenist